# BAR 003
La BAR 003 è la terza monoposto di Formula 1 prodotta dalla British American Racing, realizzata per partecipare al campionato mondiale di Formula 1 2001.

## Livrea
Dopo la livrea bicolore del 1999 e la vernice bianco ghiaccio del 2000, i colori della BAR per il 2001 si assestarono su una decisa e classica colorazione bianca. La vettura fu inoltre decorata, su ambo i lati, da una linea composta in maggioranza dal colore nero ed in minoranza dal rosso e dal kaki scuro, che si estendeva dal musetto al retrotreno inglobando anche gli specchietti retrovisori. Le paratie laterali dei due alettoni furono verniciate di nero. Lo sponsor principale fu come nel 2000 il marchio di sigarette Lucky Strike seguito dalla 555 World Racing, mentre da registrare fu la nuova sponsorizzazione della Tiscali. Per quanto riguardava i numeri di gara, il primo pilota del team Jacques Villeneuve scelse curiosamente il numero dieci al posto del nove, che così andò ad Olivier Panis.

## Progettazione
La vettura fu progettata da Malcolm Oastler, il quale si avvalse della collaborazione di Andrew Green della Reynard, ingegnere insieme al quale Jacques Villeneuve e Craig Pollock avevano già trionfato nella 500 miglia di Indianapolis e nella Formula Cart Americana del 1995 . Nel campo dello sviluppo aerodinamico, il responsabile fu Willem Toet, già in BAR dal 1999.
Il progetto fu conservativo e la vettura fu adattata ai nuovi regolamenti: fu introdotta una curiosa forma del muso a cucchiaio, con profili molto spessi e arrotondati nel raccordo della parte centrale. Sul muso vennero così posizionate delle piccole pinne orizzontali, con l'intento di spostare parte del carico aerodinamico sul retrotreno: questi piccoli supporti alari non erano solo presenti ai lati del muso, ma anche tra le sospensioni e i tiranti dello sterzo. Nella parte alta del muso, le alette assumevano una forma a freccia rivolta all'indietro e ciò creò anche qualche piccolo problema di montaggio ai tecnici. Gli altri due piccoli profili alari, alloggiati fra i triangoli delle sospensioni anteriori e i tiranti dello sterzo, risultavano essere simili a quelli presenti sul muso, ma in questo caso le punte a freccia erano rivolte in avanti. 
L'alettone posteriore fu rinnovato e caratterizzato dalle paratie tagliate nella parte superiore. Le pance, a causa dei nuovi crash-test, divennero ancora più robuste rispetto alle già voluminose della 002: le bocche d'ingresso dell'aria delle fiancate furono modificate, con forme più tondeggianti e meno squadrate, consentendo una maggiore generosità per il raffreddamento del motore Honda RA001E, accreditato di circa 815 CV. 
La presa d'aria sul tetto per l'alimentazione del motore fu modificata: diventò triangolare e non più rotonda come sulla 002, mentre gli scarichi furono mantenuti nella tradizionale posizione bassa sopra i canali laterali.
Nei test invernali la vettura risultò essere affidabile, ma Jacques Villeneuve la trovò più lenta ed instabile della 002: in particolare, le perplessità del pilota canadese erano legate all'eccessiva rigidità del retrotreno; al contrario Olivier Panis giudicò la vettura ben riuscita, sostenendo però che il motore avrebbe avuto bisogno di qualche cavallo in più per poter giocare un ruolo da protagonista; la vettura fu equipaggiata con gli pneumatici della Bridgestone.
Alla vigilia della stagione, la speranza della BAR era quella di diventare la terza forza del campionato alla spalle di Ferrari e McLaren e di vincere qualche Gran Premio, mentre l'obiettivo più a portata di mano era quello di battere la Jordan che montava gli stessi propulsori, anche se i tecnici Honda avrebbero garantito una maggiore assistenza tecnica alla scuderia di Craig Pollock.

## Stagione
Nonostante diverse voci di mercato la BAR riuscì a confermare Jacques Villeneuve, mentre Olivier Panis, dopo un anno trascorso in McLaren come collaudatore, prese il posto di Ricardo Zonta come seconda guida.
I migliori risultati furono i due sorprendenti terzi posti di Villeneuve in Spagna e in Germania. La stagione vide concludere la scuderia Angloamericana al 6º posto con 17 punti, frutto anche di un ottimo quarto posto a Monaco e di un sesto a Monza ad opera di Villeneuve, e di un quarto e un quinto posto ottenuti da Panis in Brasile e in Austria. La BAR 003 con Villeneuve fu anche protagonista di un terribile incidente in Australia, che causò lo spostamento di una vertebra all'ex campione del mondo canadese e soprattutto la morte di un commissario di pista, travolto da una ruota staccatasi dalla monoposto. Durante la stagione la vettura risultò essere discretamente affidabile, ma velocisticamente offrì pochi acuti e generalmente si assestò nelle posizioni che andavano dal settimo all'undicesimo posto. La BAR 003 pagò soprattutto la scarsa velocità sul giro singolo in qualifica, a causa di un motore che tendeva a raffreddarsi troppo rapidamente e che costringeva troppe volte il team a partire molto distante dai primi sei posti, vanificando un comportamento abbastanza solido in gara. Di fatto l'anno che era da molti atteso come quello del consolidamento ai vertici della Formula 1 non fu soddisfacente. La BAR nonostante i prestigiosi podi firmati Jacques Villeneuve perse, seppur di poco, il confronto diretto con la Jordan motorizzata con lo stesso propulsore Honda. Il 2001 fu l'ultimo anno di Craig Pollock, manager di Villeneuve e con il pilota canadese fondatore del team, in seno alla scuderia.

## Risultati in Formula 1
| Anno | Team                    | Motore               | Gomme | Piloti     |     |     |   |     |   |   |     |     |     |     |     |   |     |    |   |     |    | Punti | Pos. |
| ---- | ----------------------- | -------------------- | ----- | ---------- | --- | --- | - | --- | - | - | --- | --- | --- | --- | --- | - | --- | -- | - | --- | -- | ----- | ---- |
| 2001 | British American Racing | Honda RA001E 3.0 V10 | B     | Panis      | 7   | Rit | 4 | 8   | 7 | 5 | Rit | Rit | Rit | 9   | Rit | 7 | Rit | 11 | 9 | 11  | 13 | 17    | 6º   |
| 2001 | British American Racing | Honda RA001E 3.0 V10 | B     | Villeneuve | Rit | Rit | 7 | Rit | 3 | 8 | 4   | Rit | 9   | Rit | 8   | 3 | 9   | 8  | 6 | Rit | 10 | 17    | 6º   |